# 2UE
2UE es una estación de radio comercial en Sídney, Australia propiedad de Fairfax Media. Es la más antigua  estación de radio comercial de Australia, la primera emisión se realizó el 26 de enero de 1925 en la frecuencia de 1.025 kHz AM antes de pasar a 950 kHz en 1935, cuando prácticamente a todas las emisoras de radio australianas se les asignaron nuevas frecuencias. En 1978, se trasladó a la frecuencia 954 kHz. Sus estudios se encuentran en Greenwich, Nueva Gales del Sur en la costa norte de Sídney.
La emisora posee un formato con noticias y conversación, tratando temas de actualidad con programas orientados talkback a lo largo de todo el día y programación más relajada por las noches y los fines de semana. Actualizaciones de noticias se difunden al comienzo de cada hora, con noticias procedentes de su propia sala de redacción en Sídney.
Ha sido un rival constante de la estación de 2GB en Sídney, que ofrece un formato similar. 2UE ha sufrido duros golpes cuando Alan Jones anfitrión durante muchos años del programa de la hora del desayuno se mudó a la emisora 2GB a otro programa de desayuno y cuando el locutor John Laws se retiró de la radio, dejando su programa de la mañana en 2UE a finales del 2007.
Además de su patrocinador del estado del tráfico Seven News, los presentadores Chris Bath (lunes-jueves) o Mark Ferguson (viernes-domingo)  previsualizan a las 4:55 p. m. el boletín nocturno de las 6pm alrededor de las, antes del boletín de la red de 2UE que se transmite a las 5pm.

## Presentadores
Los presentadores actuales (2013) son:
- Desayuno con Ian Dickson & Morice Sarah
- Mañanas con Paul Murray
- Negocios con John Stanley
- Tardes con Stuart Bocking
- Drive con Jason Morrison
- Deportes Hoy con John Gibbs & Greg Alexander
- Noches con Murray Wilton
- Nocturno con Andrew McLaren y Petkovic Marcos

## Pagos ocultos por comentarios favorables
En 1999 la emisora 2UE fue el centro de un escándalo por pagos irregulares. El tema se refiere a publicidad pagada a la radio, pero que se presentaba a la audiencia de tal forma que parecieran ser comentarios editoriales. El caso fue reportado por primera vez en el programa de la cadena ABC Media Watch por los periodistas Richard Ackland, Deborah Richards y Ann Connelly. Revelaron que a John Laws y Alan Jones de 2UE se les había pagado para realizar comentarios favorables sobre determinadas empresas, incluidas Qantas, Optus, Foxtel, Mirvac y los principales bancos de Australia, sin que los oyentes estuvieran al tanto. La Australian Broadcasting Authority descubrió que John Laws, Alan Jones, y 2UE habían cometido 90 violaciones del código de la industria y cinco infracciones a condiciones de la licencia de 2UE. La emisora 2UE fue multada con 360.000 dólares por conducta impropia.

## Controversia
Varias personas u organizaciones han demandado a 2UE por difamación. En febrero de 2012 Mamdouh Habib ganó su demanda y se le otorgó casi $ 150.000 como compensación. 2UE también fue encontrada culpable de haber difamado al periodista Ray Chesterton en un programa emitido en el 2005 producido por John Laws.